# Castellgormá
Castellgormá (en catalán Castellgermà) fue un pueblo del municipio de Sarroca de Bellera, en la comarca del Pallars Jussá de la provincia de Lérida. Formaba parte del término primitivo de Sarroca de Bellera. Está despoblado desde muy antiguo. En su lugar se encuentran algunas ruinas del Castillo Gormá y una pequeña ermita, la Virgen de Castell Gormá (Castell es castillo en catalán)
Está situado a 2,3 km en línea recta al noroeste de su cabeza de municipio. Para poder acceder, desde Sarroca de Bellera hace falta seguir hacia el noroeste la carretera L-521, y, al cabo de un kilómetro, cuando se está a punto de entroncar con la N-260, sale hacia el norte una pista rural asfaltada que conduce al Cherallo en unos 600 metros. De Cherallo hay que continuar hacia el norte, y en unos 750 metros más se llega debajo de la colina donde hubo el castillo de Gormá.
El acceso a Castellgormá es por un sendero que asciende desde las últimas casas-las más altas-de una urbanización que hay al comienzo de la carretera de Las Iglesias, a la derecha del río llamado Bellera. 

## Historia
El señorío del lugar, que en 1381 constaba de 3 fuegos (unos 15 habitantes), constaba que del siglo XIV al  XIX, se efectuó la extinción de los señoríos, en manos de los  Erill.